# Ceba de Figueres

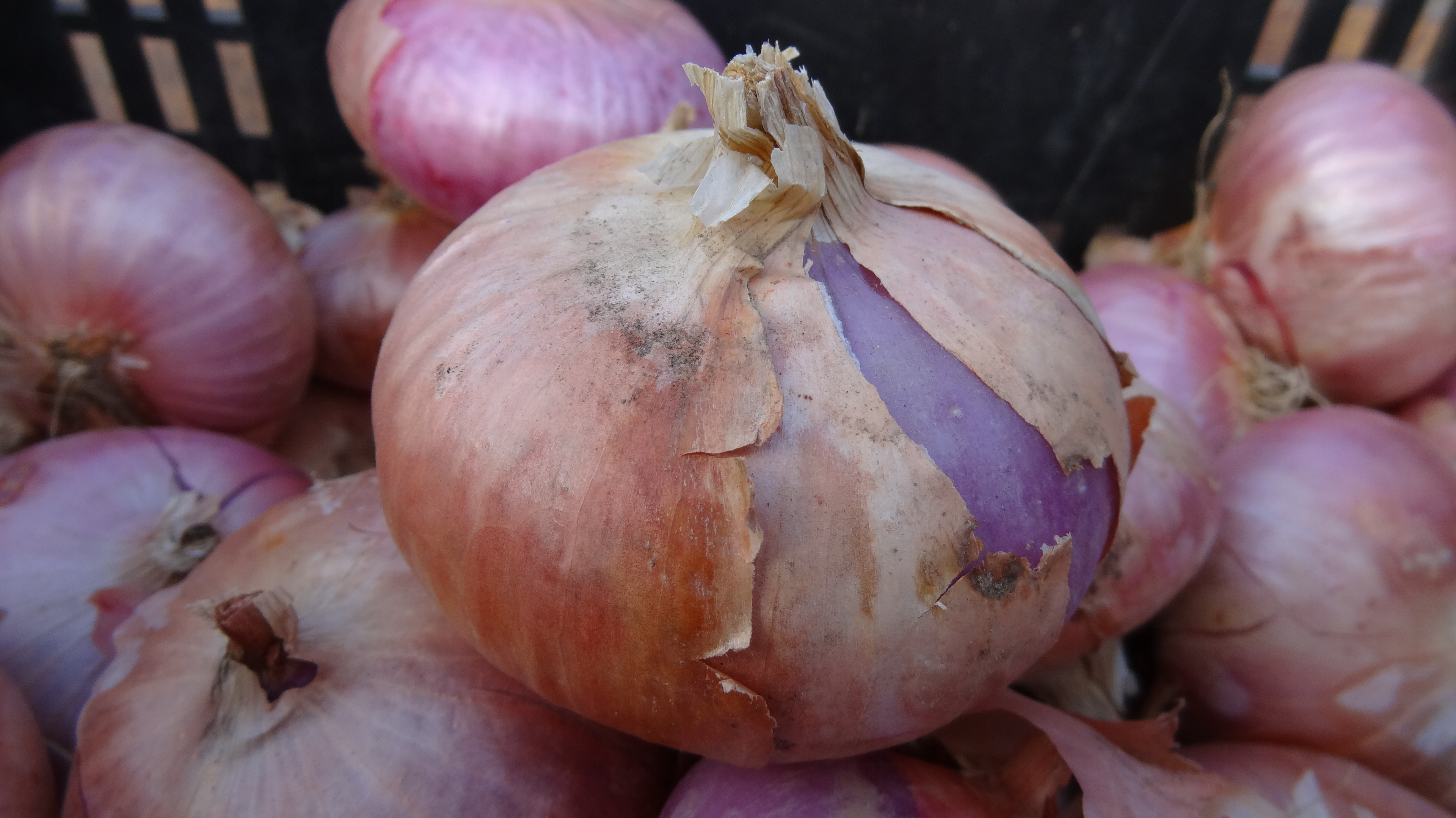
Ceba de Figueres

La ceba de Figueres és una varietat de cultiu de ceba (Allium cepa) no híbrida, de bulb subglobós, una mica aplatat, amb la capa externa morada i les túniques interiors d'un color més pàl·lid, molt apreciada per la seva carn dolça i textura tova. Tal com diu el seu nom és típica de la regió de Figueres.
La ceba de Figueres es diferencia de les altres perquè té un gust dolç, és de consistència tova, de color rosat amb tendència a lilós, de forma una mica aplanada, de mida mitjana i d'uns 200 grams de pes per unitat. És fàcil de diferenciar sense ser-ne expert.

## Propietats nutricionals
Ajuda a eliminar líquids perquè té molt potassi i poc sodi. És una font de vitamines del grup B, com l'àcid fòlic, necessàries durant l'embaràs. El magnesi de la ceba afavoreix el bon funcionament dels intestins, dels nervis, dels músculs i del sistema immunològic. Abusar de la ceba pot produir flatulència, perquè conté sofre.

## Cultiu
És una planta resistent al fred però requereix temperatures una mica elevades i un mínim de duració del dia per formar el bulb. Es fa de planter. S'ha de sembrar entre desembre i gener, tot i que depèn de la meteorologia també es pot plantar al febrer. Plantar-la abans d'hora no sempre és bo. La ceba necessita fred i si l'agafa avançada es desenvolupa pitjor i produeix més canó de bulb. La collita de ceba seca és a l'estiu i la de ceba tendra a l'hivern. És una planta explotada, per tant una bona pràctica és l'alternativa de cultiu, no només per la nutrició sinó també per evitar malalties. Una altra peculiaritat és que requereix un ambient sec, a l'Empordà diuen que " Val més dos dies de vent (Tramuntana) que una ensulfatada".

## Gastronomia
Una característica que millora el seu gust al menjar-la en cru, per amanida, a l'hora de preparar-la, és no utilitzar cap eina de tall, sinó fer-li un cop per esclafar-la, i separar el trossos per menjar. És de gust suau i cruixent a la mossegada. Això fa que sigui popular per prendre-la en sofregits o directament sense coure.

## Marca de garantia Productes de l'Empordà

Logotip Marca de Garantia Productes de l'Empordà

La ceba de Figueres és un producte adherit a la Marca de garantia Productes de l'Empordà. Els productors de ceba de Figueres adherits a Productes de l'Empordà han de superar periòdicament els controls d'un laboratori alimentari que en certifica la qualitat en les diferents fases del producte per tal de rebre la certificació.
És un segell alimentari que té per objectiu personalitzar i reconèixer els productes propis de l'Empordà i ajudar a promocionar la seva comercialització. Aquest distintiu certifica la qualitat i l'origen empordanès dels productes.